# Vicente Blanco Guadilla
Vicente Blanco Guadilla OMI (* 5. April 1882 in Frómista; † 28. November 1936 in Paracuellos de Jarama) war ein spanischer Oblate der Makellosen Jungfrau Maria.

## Leben
Am 14. August 1900 begann er sein Noviziat in Notre-Dame-de-l’Osier in Frankreich. Nachdem er ein Jahr später seine ersten Gelübde abgelegt hatte, wurde er nach Rom geschickt, um dort sein Theologiestudium zu absolvieren. Am 14. April 1906 empfing er dort die Priesterweihe. Einige Jahre war er als Professor und Novizenmeister in der spanischen Ordensprovinz tätig, bevor er 1932 zum Superior des Studienhauses in Pozuelo ernannt wurde. Nachdem das Kloster in Pozuelo am 22. Juli 1936 im Zuge des Spanischen Bürgerkriegs von bewaffneten Milizen besetzt worden war, gehörte er zu der Gruppe der Oblaten, die am 25. Juli bereits wieder freigelassen wurden. Er wurde am 15. Oktober 1936 von neuem inhaftiert und am 28. November zusammen mit zwölf seiner Mitbrüder hingerichtet.
Die Seligsprechung der 22 spanischen Märtyrer der Oblaten, darunter auch Vicente Blanco Gudailla, erfolgte am 17. Dezember 2011 in der Kathedrale von Madrid.
Die seliggesprochenen Oblaten sind: Francisco Esteban Lacal, Vicente Blanco Guadilla, José Vega Riaño, Juan Antonio Pérez Mayo, Gregorio Escobar García, Juan José Caballero Rodríguez, Justo Gil Pardo, Manuel Gutiérrez Martín, Cecilio Vega Domínguez, Publio Rodríguez Moslares, Francisco Polvorinos Gómez, Juan Pedro Cotillo Fernández, José Guerra Andrés, Justo González Llorente, Serviliano Riaño Herrero, Pascual Aláez Medina, Daniel Gómez Lucas, Clemente Rodríguez Tejerina, Justo Fernández González, Ángel Francisco Bocos Hernández, Eleuterio Prado Villarroel und Marcelino Sánchez Fernández.